# Pellestrina
Pellestrina és una illa d'Itàlia del nord, formant una barrera entre el sud de la Llacuna de Venècia i el Mar Adriàtic, allargada, al sud-oest del Lido.
L'illa té 11 quilòmetres (7 milles) de llargada i des del segle xviii s'ha limitat el seu vessant marítim per grans dics. Hi ha quatre pobles principals: San Pietro in Volta, Porto Secco, Sant' Antonio di Pellestrina i Pellestrina, conegudes per les seves cases pintoresques.
Les indústries principals de l'illa són la jardineria, la pesca, el turisme i l'encaix. Com el de Chioggia però diferent del de Torcello, l'encaix local és fet amb una agulla. Les atraccions de l'illa incloïen el Lido di Ca' Roman, conegut pels seus pins i la seva avifauna.

## En la ficció
La novel·la de ficció i de gènere policíac de Donna Leon Un Mar de Problemes (2001) té lloc a Pellestrina. El protagonista, el Comissari Guido Brunetti de la policia de Venècia, ha de solucionar els assassinats de dos pescadors de cloïssa de la riba de Pellestrina i troba una gran dificultat per dur a terme una investigació en el si de la comunitat tancada de l'illa, unida per un codi de lleialtat i una sospita dirigida cap als forasters. Encara que nadiu de Venècia, a una curta distància en vaixell de l'illa, pels illencs és un estranger.
Cenzo Vianelli, l'heroi de ''The Gril of Venice'' (2016), una novel·la de ficció històrica escrita per Martin Cruz Smith, viu i treballa com a pescador a Pellestrina l'any 1945.

## Galeria

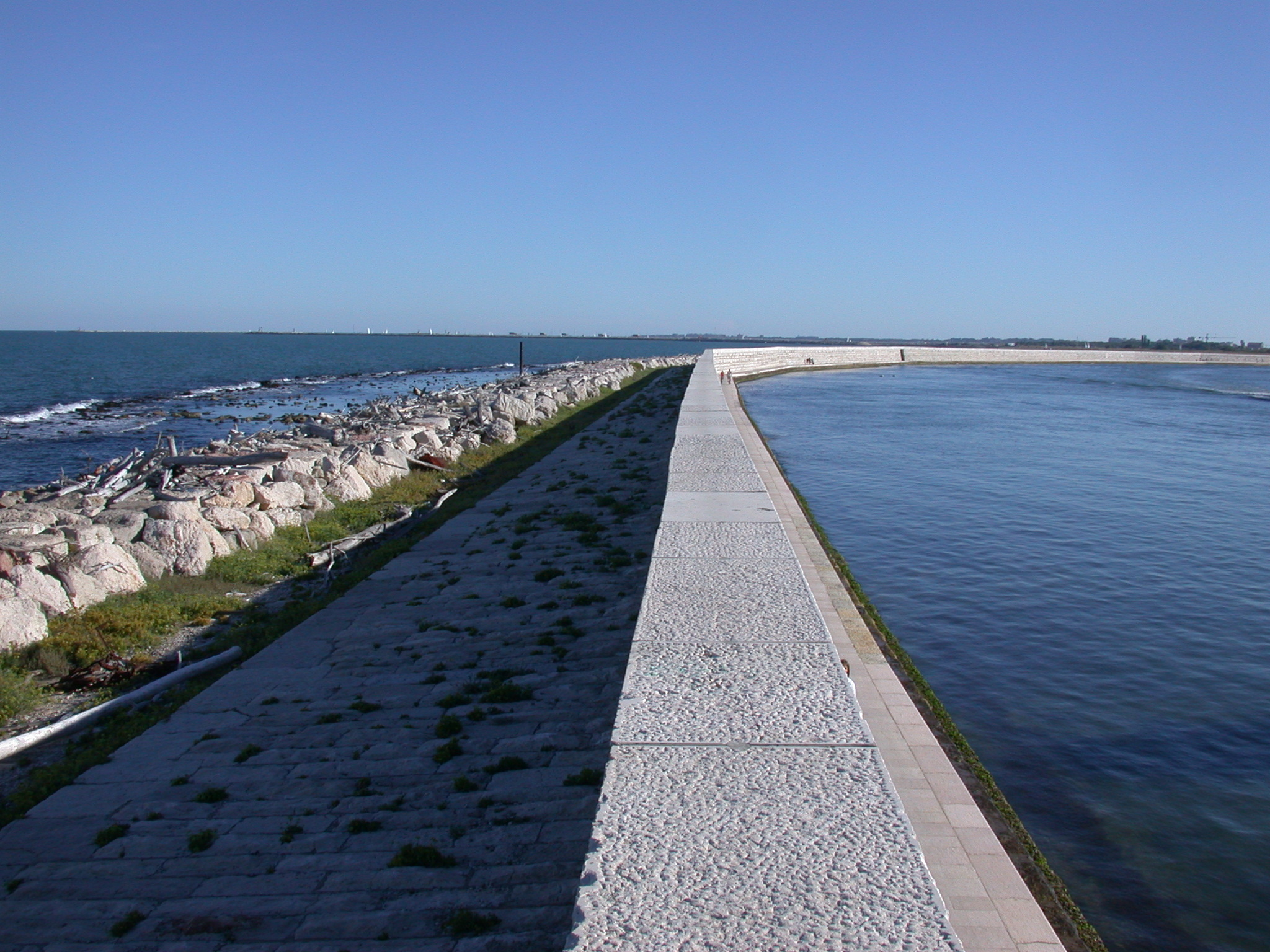
Vista de la paret
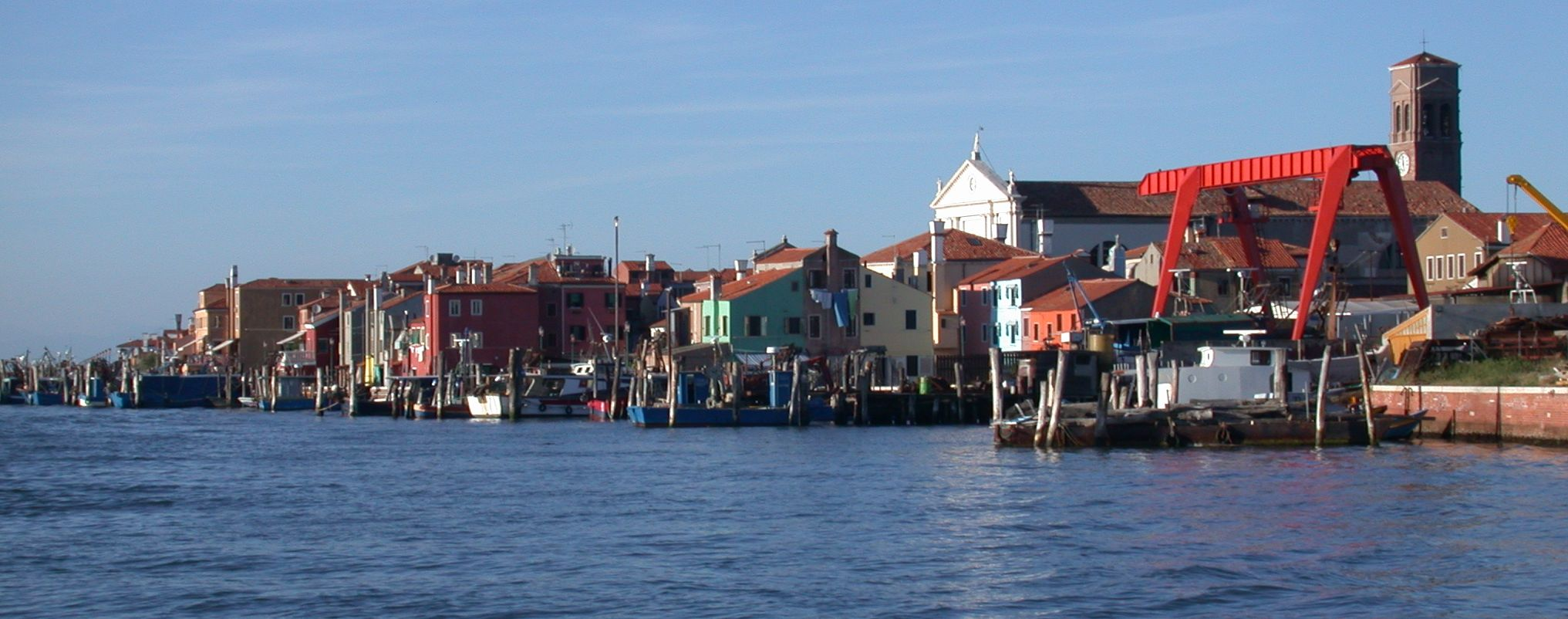
Pellestrina Vista del moll
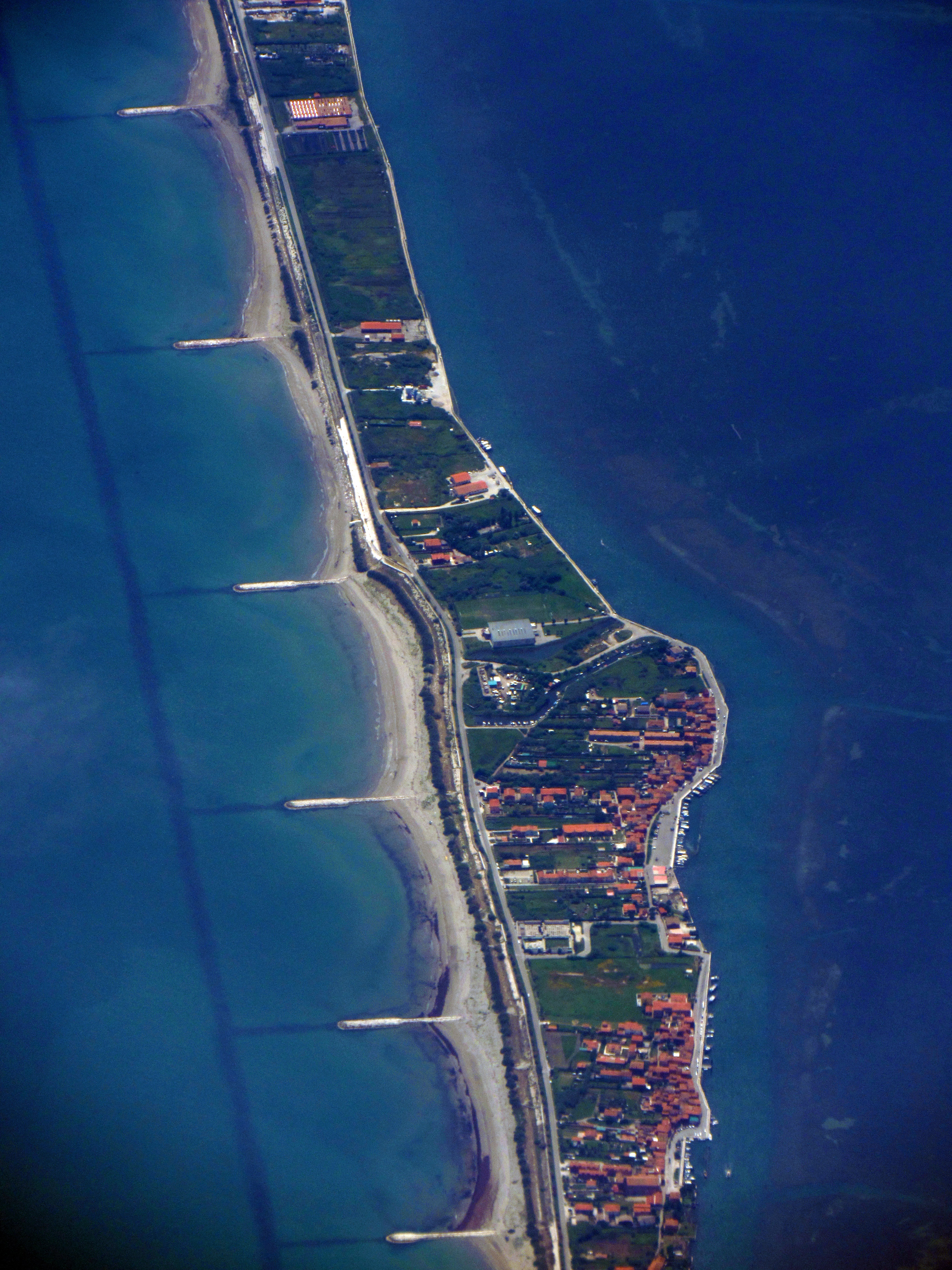
Vista aèria d'una part de l'illa
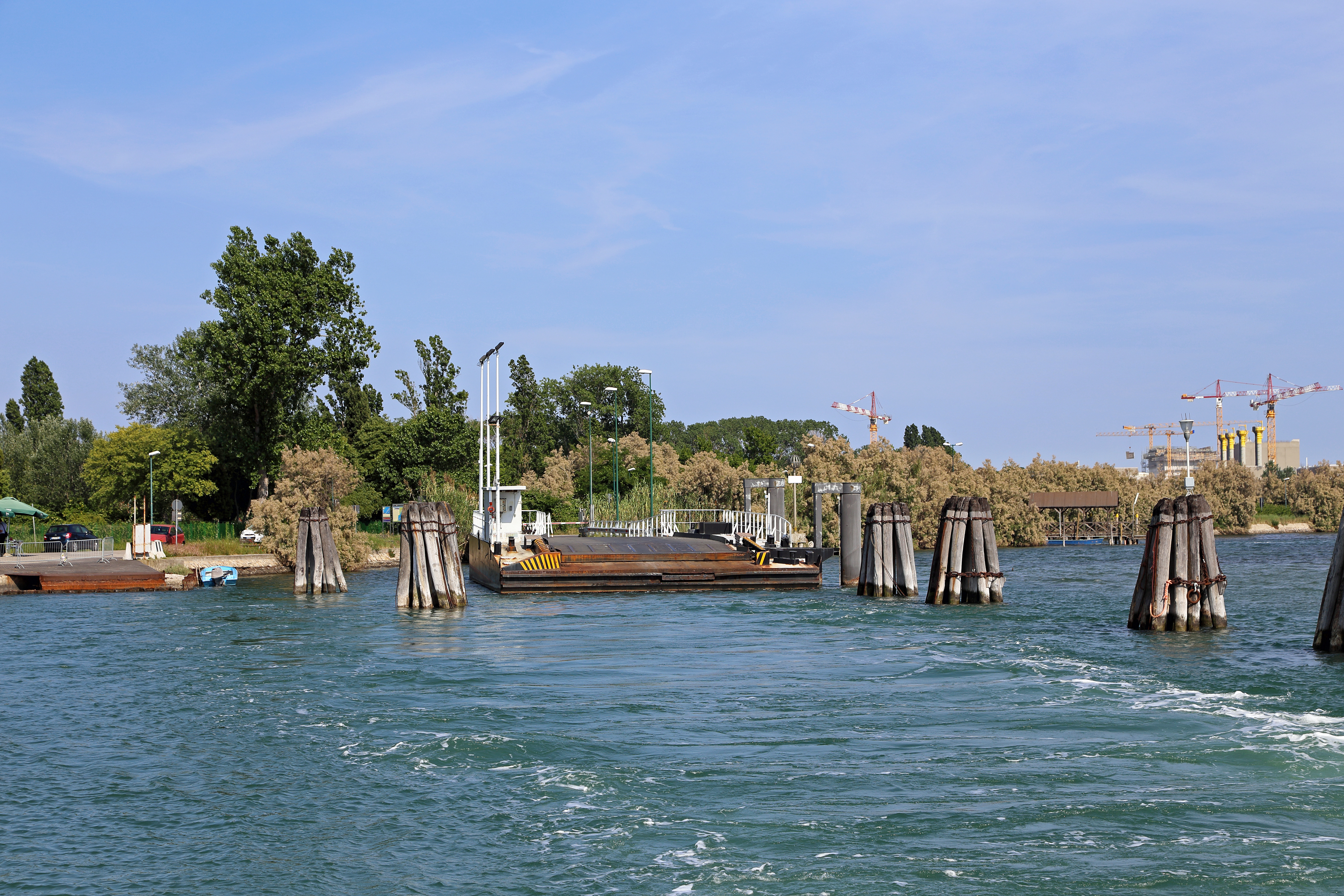
Vista des del transbordador que deixa al Lido
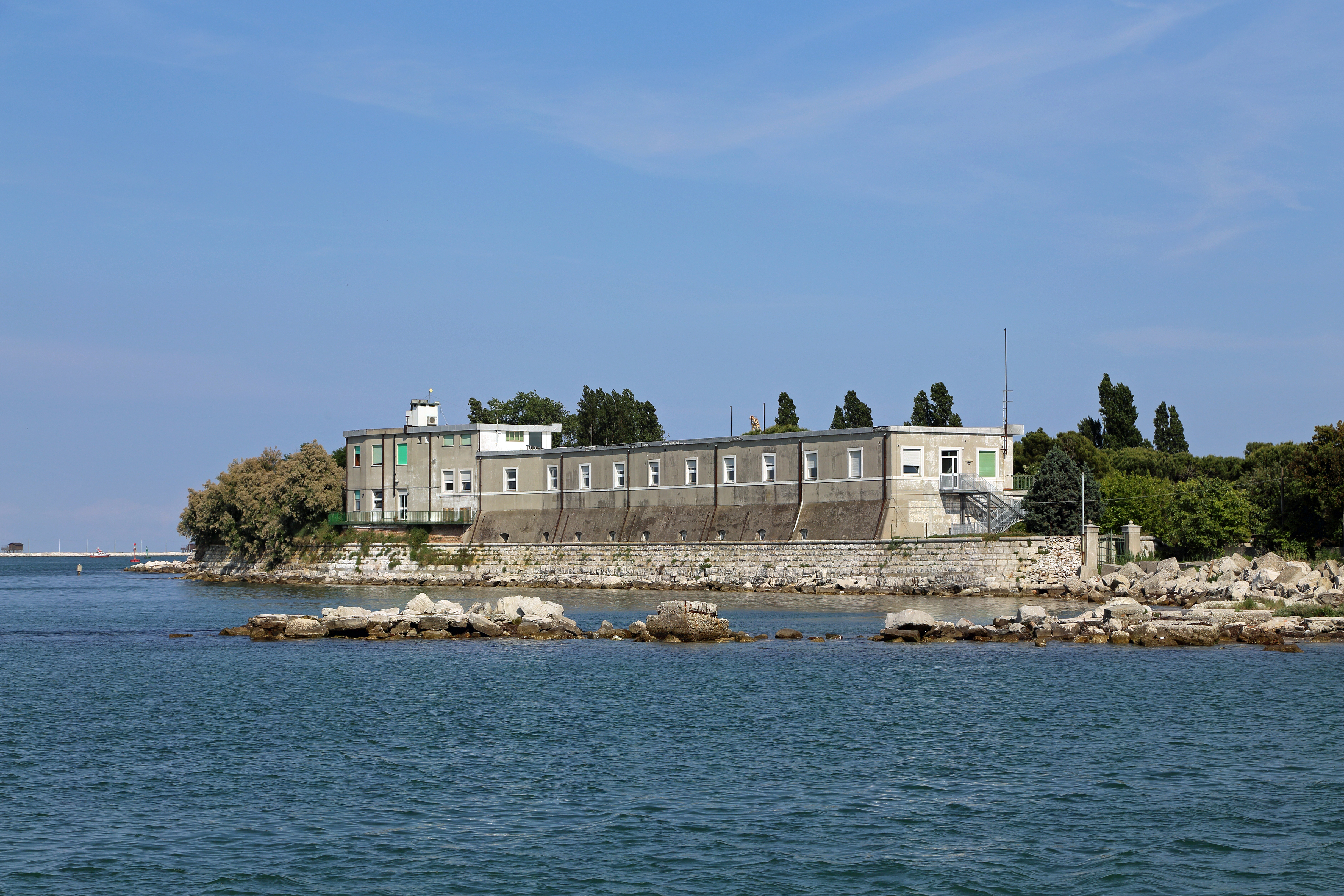
La Casa dell'Ospitalità al nord de l'illa de Pellestrina